# L'invenzione di Valzer
L'invenzione di Valzer è una tragicommedia in tre atti di Vladimir Nabokov, pubblicata per la prima volta in russo a Parigi nel 1938 su "Russkie Zapiski", poi tradotta dall'autore in inglese, traduzione rivista dal figlio Dmitri nel 1964 e pubblicata nel 1966.

## Edizioni italiane
- L'invenzione di Valzer e altri drammi per il teatro, a cura di Anastasia Pasquinelli, Brescia: L'obliquo, 1992